# Dick Higgins
Dick Higgins, rodným jménem Richard Carter Higgins (15. března 1938 – 25. října 1998) byl anglický hudební skladatel a básník. Narodil se ve městě Cambridge, ale vyrůstal na severovýchodě USA v různých státech Nové Anglie. Studoval kompozici na newyorské The New School for Social Research a roku 1960 se oženil s umělkyní Alison Knowles. Roku 1963 založil nakladatelství Something Else Press. Byl členem hnutí Fluxus. Zemřel na mrtvici ve věku šedesáti let v kanadském Québecu.